# Grete Manschinger
Margarethe „Grete“ Manschinger (* 19. April 1899 als Margarethe Hartwig in Wien; † 15. April 1971 in Anna Maria, Florida) war eine österreichisch-US-amerikanische Schriftstellerin und Kabarettistin.

## Leben
Hartwig-Manschinger war eine Tochter von Theodor Hartwig und Catharina Heß. Ihre Schwester Mela Spira war ebenfalls Schriftstellerin.
Sie absolvierte das Gymnasium und studierte anschließend Gesang und Tanz. In der Zwischenkriegszeit trat sie in Kabaretts auf, für die sie auch die Texte verfasste. Für das Programm Seeschlange kooperierte sie mit Jura Soyfer. Sie schrieb die Hörspiele Kurzschluß (1934) und Rettung durch Paganini (1938).
Sie emigrierte mit ihrem Mann, dem Komponisten Kurt Manschinger (1902–1968, in den USA Ashley Vernon), über London in die Vereinigten Staaten. Dort arbeitete sie im Exiltheater Laterndl und schrieb Opernlibretti für ihren Mann. Sie unterrichtete auch Gesang und Schauspiel. 1946 erwarb sie die US-amerikanische Staatsbürgerschaft.
Ihr „Arbeiterroman“ Rendezvous in Manhattan von 1948 schildert die Alltagsatmosphäre New Yorks aus Sicht einer Fabriksarbeiterin.

## Werke
- Kurzschluß. Hörspiel. 1934.
- Rettung durch Paganini. Hörspiel 1938.
- Rendezvous in Manhattan. Cerny, Wien 1948. Neu herausgegeben und mit einem Nachwort von Vojin Saša Vukadinović, Verlag Das vergessene Buch (DVB), Wien 2021, ISBN 978-3-903244-19-1.